# Angophora crassifolia
Angophora crassifolia là một loài thực vật có hoa trong Họ Đào kim nương. Loài này được (G.J.Leach) L.A.S.Johnson & K.D.Hill mô tả khoa học đầu tiên năm 1990.